# El mètode de la paraula
El mètode de la paraula és un enfocament pedagògic utilitzat en l'ensenyament de la lectoescriptura, basat en l'aprenentatge a partir de paraules senceres per després descompondre-les en les seves parts fonètiques i gràfiques. Desenvolupat com una alternativa als mètodes tradicionals, aquest sistema posa l'accent en la comprensió global i significativa del llenguatge, facilitant el reconeixement de paraules en context. Utilitzat especialment en etapes inicials de l'educació, el mètode ha estat adoptat en diverses tradicions educatives per fomentar una connexió més directa entre la llengua escrita i la seva aplicació pràctica. S'atribueix a Freire.

## Orígens
Als inicis del segle xix s'havien utilitzat models memoritzadors on el centre de l'acció era la paraula sense preocupació per la comprensió de la informació que aporta el text. La utilització de la memorística, per tant, confecciona un coneixement limitat que no permet descobrir el valor i la significació de la lectura i l'escriptura.
Posteriorment, s'observa un canvi perquè la paraula passa a utilitzar-se com a unitat de significació a partir de dos models diferents (El mètode de la paraula total i el mètode de la paraula generadora). Aquests models són constituïts per Paulo Freire i tenen com a principal missió demostrar que qualsevol persona té les capacitats suficients per poder ser alfabetitzada.
En ambdós casos s'inicia l'ensenyament a partir de la paraula i es consideren d'igual forma tres moments:
- Mecànic: Procés de descodificació de les paraules per aconseguir una estimulació i una motivació amb l'aportació de mitjans visuals com gràfics o imatges. La síl·laba és el mecanisme principal en aquest procés, la composició variada de síl·labes ajuda en la creació de noves paraules.
- Intel·lectual: Procés de comprensió de les paraules és tot un conjunt d'operacions mentals que ajuden a processar la informació lingüística.
- Retòric: Procés lligat als principis regles del parlar o escriure que es reflecteix en la lectura expressiva en veu alta.

Aquests mètodes estan constituïts per tres fases ben diferenciades:
- Establiment de les bases de coneixement
- Introducció de nou vocabulari i selecció de paraules més importants
- Integració del coneixement

## El mètode de la paraula total
Apareix al llibre de text Orbis Pictus de Cemeni el 1656 on des de l'inici d'aquest apareixen paraules associades a imatges que aniran complicant-se a mesura que s'accedeix a lectures més avançades. Les motivacions no se centren especialment en els interessos dels nens sinó que estan més relacionades a la ideologia de l'època i al coneixement general.
Per facilitar la comprensió i assimilació de paraules amb contingut abstracte es van crear procediments com:
- Presentació de la paraula escrita en una targeta a un infant
- Repetició de la paraula per part del nen
- L'instructor utilitza la paraula en un context oral
- El nen repeteix la paraula i l'utilitza en una oració que ell mateix elabora
- Revisió del nen per segona vegada de la paraula escrita

## El mètode de la paraula generadora
El mètode de la paraula generadora o normal (analític-sintètic) és el més conegut entre nosaltres. És un mètode que va ser creat per Paulo Freire amb la idea de construir noves concepcions pedagògiques i aconseguir una alfabetització òptima que vagi molt més enllà de les pràctiques de lectura i escriptura, és a dir, treballar per un aprenentatge real i conscienciar a les persones sota un model constructivista.
El dubte és el que mou a les civilitzacions a fer-se preguntes del perquè de les coses i de les situacions i no basar-se únicament a adaptar-se a la realitat sense treballar per promoure el canvi, ja que això no constitueix la base de l'aprenentatge, així des del punt de vista de Freire el coneixement és dinàmic i canviant, tota la informació que podem anar recollint al llarg del nostre dia a dia ajuda a generar els nostres propis esquemes mentals que ens permetran de reinterpretar aquesta informació constituint la seva personalitat, el subjecte, per tant, treballa sota una concepció activa, és a dir, participa del seu procés d'aprenentatge, és crític amb allò que l'envolta, ja no s'adapta a la realitat, sinó que la transforma per aconseguir complir els seus desitjos i necessitats.
Els canvis que es produeixen en les persones han de ser qualitatius i tenir un valor significatiu perquè tinguin un pes al llarg del seu procés educatiu.
El mètode consisteix en el següent:
- Es mostra la paraula sencera acompanyada d'una imatge
- Es dissemina la paraula en síl·labes
- S'analitzen les lletres de cada síl·laba
- Es reconstrueixen les síl·labes
- Es reconstrueix la paraula

## El mètode de la frase
Les definicions gramaticals dificulten la identificació del mètode de la frase perquè resulta complicat distingir entre la definició de la paraula, frase o oració pel fet que hi ha paraules que per si mateixes es consideren frases o oracions.
El mètode de la frase utilitza des del començament un grup de paraules amb sentit tot treballant a partir d'un sintagma nominal i oracions simples.
El més important tant en el mètode de la paraula com en el de la frase, és orientar l'infant per tal que sigui capaç de reconèixer la paraula i les frases d'un cop d'ull i impedir que s'aturi a cada lletra.
Existeixen diferents mètodes de la frase:
- Mètodes de frases descriptives
- Mètodes d'elecció formal

## El mètode de l'oració
Es basa en els mètodes mencionats anteriorment. La seva aplicació requeria una reeixida formació i va ser emprada amb èxit per molts mestres creatius que, al seu torn, dipositaven gran confiança en la creativitat dels seus alumnes.
El mètode de l'oració, és un dels que comporta un major temps de treball i de concentració. El seu ús es troba estretament lligat a la figura del pedagog perquè no deixa de ser una manera de potenciar l'ensenyament.
Aquest mètode parteix des del punt inicial més bàsic i continua el seu enfocament cap a altres més complexos tenint sempre com a base les normes gramaticals. Per poder implementar-lo de manera favorable el més important és començar sempre pel coneixement de les vocals i de les consonants, tenir clars quins són els seus sons i distribucions en la gramàtica per poder arribar a una combinació de síl·labes i aconseguir que, en ajuntar-les, s'obtingui una paraula que constitueixi una oració.
Métodes que s'utilitzen per a la lectoescriptura:
- Mètode sil·làbic: Ensenyament de les vocals i consonants, aquestes es combinen entre sí per construir síl·labes i  aconseguir així formar paraules i oracions.
- Mètode alfabètic: Mitjançant l'alfabet. Ensenyament de totes les lletres seguint l'alfabet ajuntant les vocals amb les consonants per construir síl·labes i aconseguir formar paraules i oracions.
- Mètode fonètic: Ensenyament del so de les vocals i les consonants. Amb aquest mètode es posa més èmfasi en el so de les lletres que en el seu nom. A més, es combinen els sons de les vocals amb el de les consonants per construir síl·labes i aconseguir així formar paraules i oracions.

Tot aquest procés requereix una anàlisi sintàctica i semàntic considerable:
- Anàlisi sintàctica: Reconèixer l'aplicació de les paraules a l'interior de l'oració i quina és la categoria gramatical de cada paraula: nom, verb, pronom, adjectiu, article, adverbi… i integrar-la de manera correcta.
- Anàlisi semàntica: Saber identificar les paraules principals. Serveix per poder determinar aquelles paraules que seran necessàries per completar l'oració, en cas que estigui incompleta, a partir de les paraules principals.

Aquestes anàlisis són necessàries per construir una oració clara, ordenada i estructurada amb sentit, per mantenir la concordança i coherència entre paraules i la resta d'oracions i per comprendre el context en el qual se situa. De la mateixa manera, les anàlisis també són necessàries per comprendre una oració incompleta, és a dir, aquella en la que no es troben totes les paraules i hagi perdut, per tant, la coherència en si mateixa (p. ex., identificar quin és el subjecte de l'oració si aquest no apareix o quina és la corresponent conjugació verbal).
Les oracions es constitueixen amb paraules, però aquestes paraules han d'anar acompanyades dels diferents signes de puntuació que ajudaran a determinar el tipus d'oració.